# Hluboká nad Vltavou
Hluboká nad Vltavou là một thị trấn thuộc huyện České Budějovice, vùng Jihočeský, Cộng hòa Séc.